# Maisons-du-Bois-Lièvremont
Maisons-du-Bois-Lièvremont és un municipi francès situat al departament del Doubs i a la regió de Borgonya - Franc Comtat. L'any 2007 tenia 588 habitants.

## Demografia

### Població
El 2007 la població de fet de Maisons-du-Bois-Lièvremont era de 588 persones. Hi havia 215 famílies de les quals 54 eren unipersonals (27 homes vivint sols i 27 dones vivint soles), 67 parelles sense fills, 86 parelles amb fills i 8 famílies monoparentals amb fills.
La població ha evolucionat segons el següent gràfic:
Habitants censats

### Habitatges
El 2007 hi havia 251 habitatges, 226 eren l'habitatge principal de la família, 20 eren segones residències i 4 estaven desocupats. 195 eren cases i 56 eren apartaments. Dels 226 habitatges principals, 169 estaven ocupats pels seus propietaris, 45 estaven llogats i ocupats pels llogaters i 13 estaven cedits a títol gratuït; 1 tenia una cambra, 7 en tenien dues, 34 en tenien tres, 52 en tenien quatre i 132 en tenien cinc o més. 209 habitatges disposaven pel capbaix d'una plaça de pàrquing. A 88 habitatges hi havia un automòbil i a 121 n'hi havia dos o més.

### Piràmide de població
La piràmide de població per edats i sexe el 2009 era:
| Homes | Edats   | Dones |
| ----- | ------- | ----- |
| 0     | 95 o +  | 0     |
| 0     | 90 a 94 | 0     |
| 0     | 85 a 89 | 4     |
| 0     | 80 a 84 | 0     |
| 12    | 75 a 79 | 12    |
| 16    | 70 a 74 | 8     |
| 8     | 65 a 69 | 12    |
| 8     | 60 a 64 | 8     |
| 8     | 55 a 59 | 16    |
| 20    | 50 a 54 | 12    |
| 16    | 45 a 49 | 16    |
| 8     | 40 a 44 | 12    |
| 24    | 35 a 39 | 12    |
| 16    | 30 a 34 | 28    |
| 20    | 25 a 29 | 12    |
| 16    | 20 a 24 | 8     |
| 28    | 15 a 19 | 16    |
| 32    | 10 a 14 | 4     |
| 24    | 5 a 9   | 16    |
| 16    | 0 a 4   | 12    |

## Economia
El 2007 la població en edat de treballar era de 382 persones, 307 eren actives i 75 eren inactives. De les 307 persones actives 299 estaven ocupades (166 homes i 133 dones) i 8 estaven aturades (1 home i 7 dones). De les 75 persones inactives 27 estaven jubilades, 37 estaven estudiant i 11 estaven classificades com a «altres inactius».

### Ingressos
El 2009 a Maisons-du-Bois-Lièvremont hi havia 224 unitats fiscals que integraven 617,5 persones, la mediana anual d'ingressos fiscals per persona era de 19.267 €.

### Activitats econòmiques
Dels 15 establiments que hi havia el 2007, 4 eren d'empreses alimentàries, 1 d'una empresa de fabricació de material elèctric, 2 d'empreses de fabricació d'altres productes industrials, 3 d'empreses de construcció, 1 d'una empresa de comerç i reparació d'automòbils, 1 d'una empresa d'hostatgeria i restauració, 1 d'una empresa immobiliària, 1 d'una empresa de serveis i 1 d'una empresa classificada com a «altres activitats de serveis».
Dels 4 establiments de servei als particulars que hi havia el 2009, 1 era un paleta, 1 fusteria, 1 electricista i 1 perruqueria.
L'any 2000 a Maisons-du-Bois-Lièvremont hi havia 18 explotacions agrícoles que ocupaven un total de 1.065 hectàrees.

## Equipaments sanitaris i escolars
El 2009 hi havia una escola elemental.

## Poblacions més properes
El següent diagrama mostra les poblacions més properes.